# Український театр в Америці
Украї́нський теа́тр в Аме́риці — працював у Нью-Йорку 1954—1960 з виїздами до інших міст українського поселення.
Створився з акторів колишнього Театру-Студії Йосипа Гірняка й Олімпії Добровольської, що діяв у Німеччині 1946-1950. У репертуарі, крім класики, переважно п'єси з еміграційною проблематикою («Пересаджені квіти» та «Хміль» Діми, «Тайна д-ра Горошко» І. Керницького), інсценізована комедія-казка «Князівна на Горошині» Р. Бюркнера; дві вистави Театру Слова О. Добровольської («Мойсей» І. Франка та «Людина і герой», 1950).
Традиції Українського театру в Америці продовжували В. Лисняк («Камінний господар» Лесі Українки) та Л. Крушельницька («Склянка води» Е. Скриба).